# Erinnerungsstätte an der Frankfurter Großmarkthalle

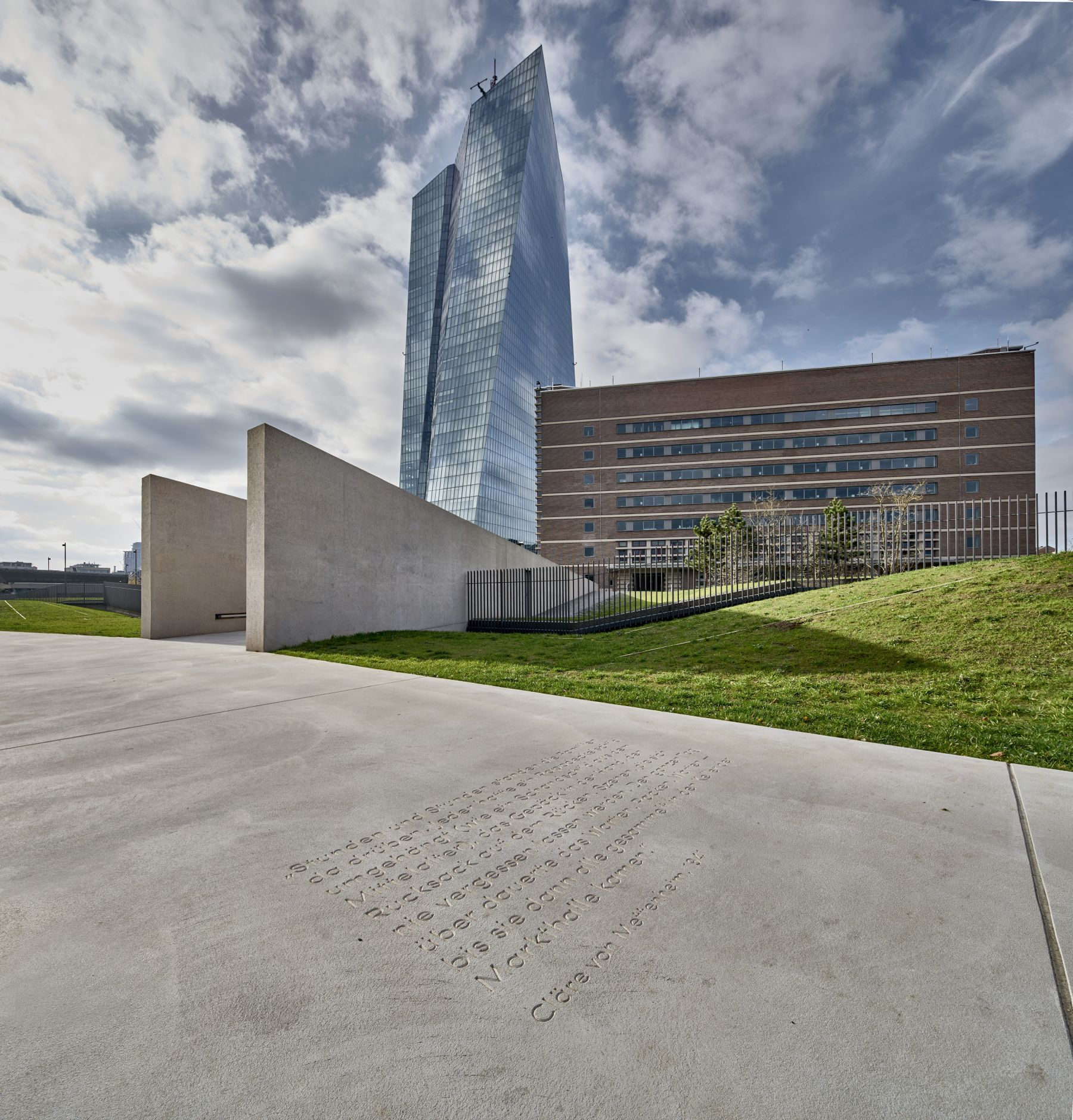
Erinnerungsstätte an der Frankfurter Großmarkthalle. Im Hintergrund das Gebäude der früheren Großmarkthalle mit dem Neubau der Europäischen Zentralbank.

Die Erinnerungsstätte an der Frankfurter Großmarkthalle erinnert an die Deportation von Juden aus Frankfurt am Main während der Zeit des Nationalsozialismus. Von 1941 bis 1945 benutzte die Geheime Staatspolizei den Keller der Großmarkthalle als Sammelplatz für die Deportation von Juden aus der Stadt und dem Rhein-Main-Gebiet. Etwa 10.050 Menschen wurden allein bei zehn Massendeportationen von Oktober 1941 bis September 1942 vom Bahnhof Großmarkthalle mit Güterzügen in Ghettos, Konzentrations- und Vernichtungslager deportiert und in der Folge ermordet. Nach heutigem Wissen überlebten nur 179 Deportierte den Zweiten Weltkrieg bis zur Befreiung vom Nationalsozialismus.

## Planung
Ab 2009 plante die Stadt Frankfurt am Main in enger Abstimmung mit der Europäischen Zentralbank (EZB) und der Jüdischen Gemeinde Frankfurt eine Erinnerungsstätte an der Frankfurter Großmarkthalle. Diese Stätte sollte an die organisierte Ermordung der Juden durch die nationalsozialistische Vernichtungspolitik gemahnen und über dieses einzigartige Verbrechen informieren. Der räumliche Bezug zum historischen Ort des Geschehens sollte laut Ausschreibung gewahrt bleiben und der öffentliche Raum einbezogen sein. An dem offenen internationalen Wettbewerb beteiligten sich 139 Architekten, Landschaftsarchitekten, Stadtplaner, Künstler und Studierende. Aus der ersten Wettbewerbsphase wählte im Juli 2009 ein Preisgericht unter Vorsitz des Frankfurter Architekten Nikolaus Hirsch 20 Entwürfe für die vertiefende Auseinandersetzung aus. Ende Mai 2010 tagte das Preisgericht erneut. Nach weiteren Überarbeitungen der Entwürfe in der engeren Auswahl gewannen schließlich Tobias Katz und Marcus Kaiser 2011 den Wettbewerb.
Bis zur Eröffnung der Erinnerungsstätte dauerte es weitere vier Jahre. Am 22. November 2015 übergab die Stadt Frankfurt am Main das Mahnmal der Öffentlichkeit. Eine wissenschaftliche Aufarbeitung der Geschichte der Deportationen wird vom Jüdischen Museum der Stadt Frankfurt derzeit erarbeitet und ab 2019 in einer neuen Dauerausstellung der Öffentlichkeit zugänglich gemacht.

## Gestaltung

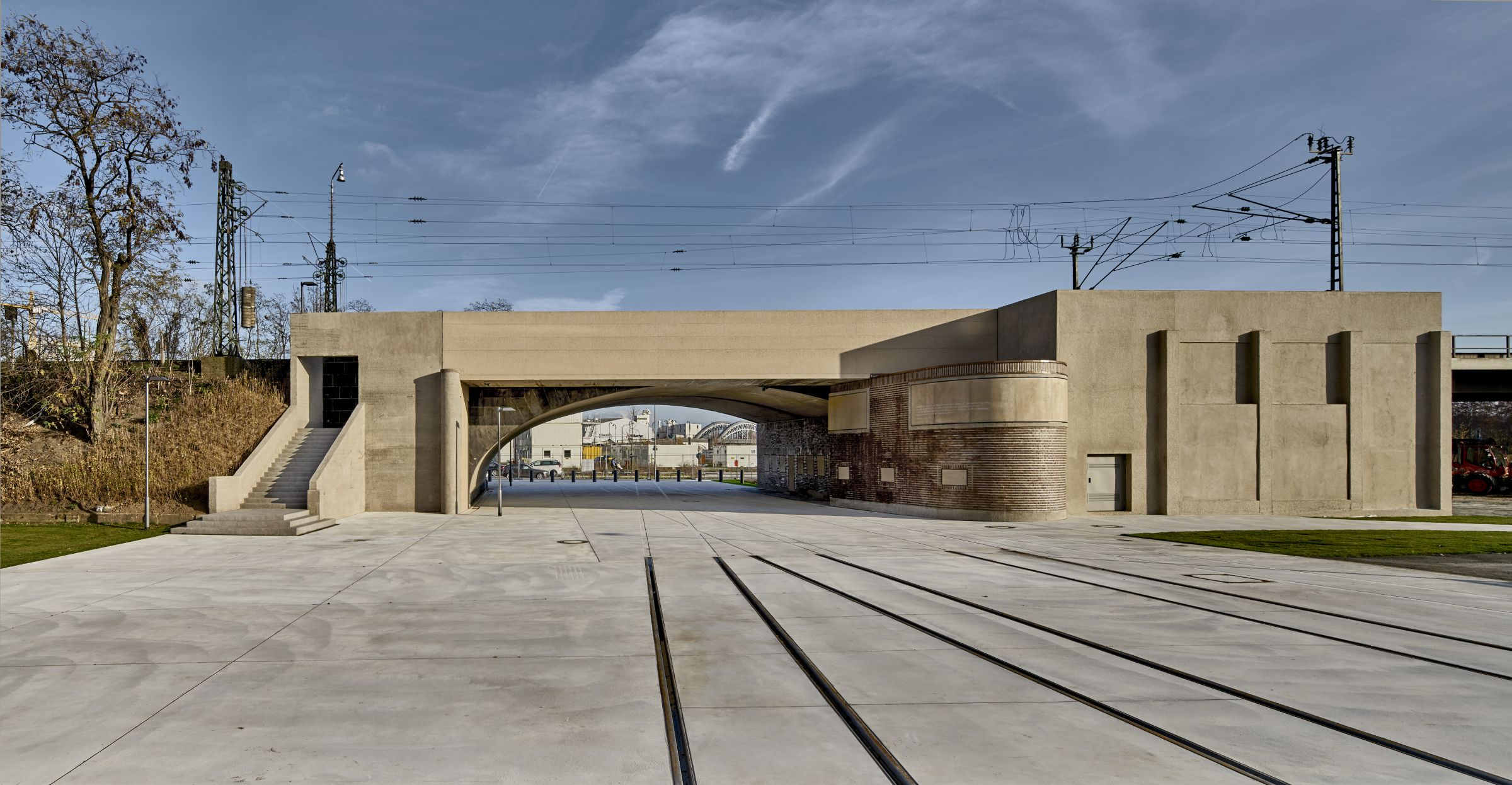
Erinnerungsstätte an der Frankfurter Großmarkthalle. Gleisfeld des früheren Bahnhofs der Großmarkthalle.

Der Entwurf für die Erinnerungsstätte stammt vom Architekturbüro KatzKaiser aus Köln und Darmstadt. Das Konzept setzt auf die Unaufdringlichkeit seiner Elemente: ausgewählte Zitate von ermordeten Frankfurter Bürgern, von Überlebenden des Holocaust und von Beobachtern der Massendeportationen. Es basiert darauf, die erhaltenen Fragmente aus der Zeit der Deportationen (Keller, Rampenraum, Stellwerk, Fußgängersteg, Gleise) im vorgefundenen Zustand zu konservieren und über neue Bauteile wie einem Weg aus Beton miteinander zu verknüpfen. Ein Rampenbauwerk stellt die Verbindung zum Kellerraum der Großmarkthalle her, der heute auf dem exterritorialen Gelände der Europäischen Zentralbank liegt. Dort wurden die jüdischen Frauen, Männer und Kinder zusammengepfercht, festgehalten, misshandelt und letzter Habseligkeiten beraubt, um dann in Zügen der Deutschen Reichsbahn gewaltsam verschleppt zu werden.
Die Überlieferungen über diese Ereignisse sind als Zitate dauerhaft eingeschrieben im Boden und an Wänden, im Keller der ehemaligen Großmarkthalle sowie in den Außenbereichen der Europäischen Zentralbank. Für Besucher der EZB und des östlich angrenzenden, öffentlich zugänglichen Areals markieren die Zitate als „Einschreibungen“ auf Wegen und Mauern nicht nur topografisch den Ort des Massenverbrechens, sondern folgen in ihrer Anordnung dem zeitlichen Ablauf einer Deportation: von der Aufforderung, sich an der Sammelstelle einzufinden bis zur Abfahrt der Züge in die Sammellager im Osten. Dazwischen lagen oft nur zwei bis drei Tage unermesslichen Leides für die betroffenen Menschen. Die wörtlichen Belege thematisieren aber auch mittelbare Ereignisse und Emotionen, etwa die Suizide im zeitlichen Umfeld der Deportationen, Reaktionen der Stadtbevölkerung oder die Reflexion des Verbrechens in Frankfurt.
Nicht einbezogen wurde Zitate von Tätern. An dem authentischen Ort des Verbrechens sollten vielmehr Not und Ausweglosigkeit derjenigen Ausdruck finden, die Opfer der nationalsozialistischen Rassenideologie wurden. Täteraussagen in ihrer rohen Bürokratiesprache und zumeist bar jeglicher Empathie hätten – so die Überlegung der Verantwortlichen – das Leid von mehr als 10.000 Menschen heute neuerlich verhöhnt.
Zur Darstellung des Ablaufs der Deportationen aus Frankfurt wurden schließlich auch zeitgenössische und neuere Zitate ausgewählt. Damit sollte auch die reflexive Betrachtung von Überlebenden auf das Geschehen an und in der Großmarkthalle einbezogen sein. Zum Teil sind diese Zitate in englischer Sprache überliefert; sie verweisen auf das Exil oder die spätere Auswanderung der Überlebenden aus Nachkriegsdeutschland.

## Geschichte

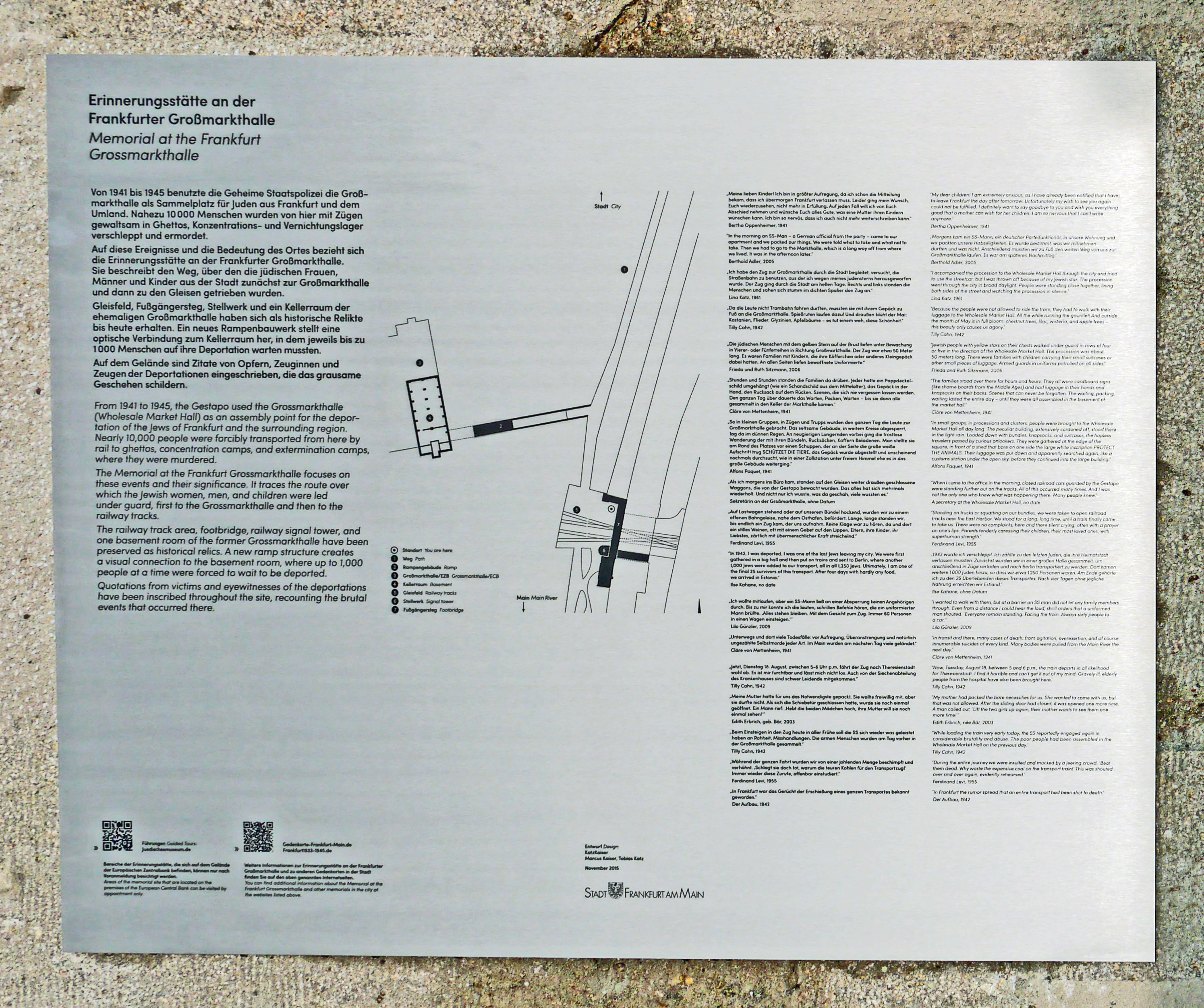
Infotafel an der Unterführung der Bahngleise

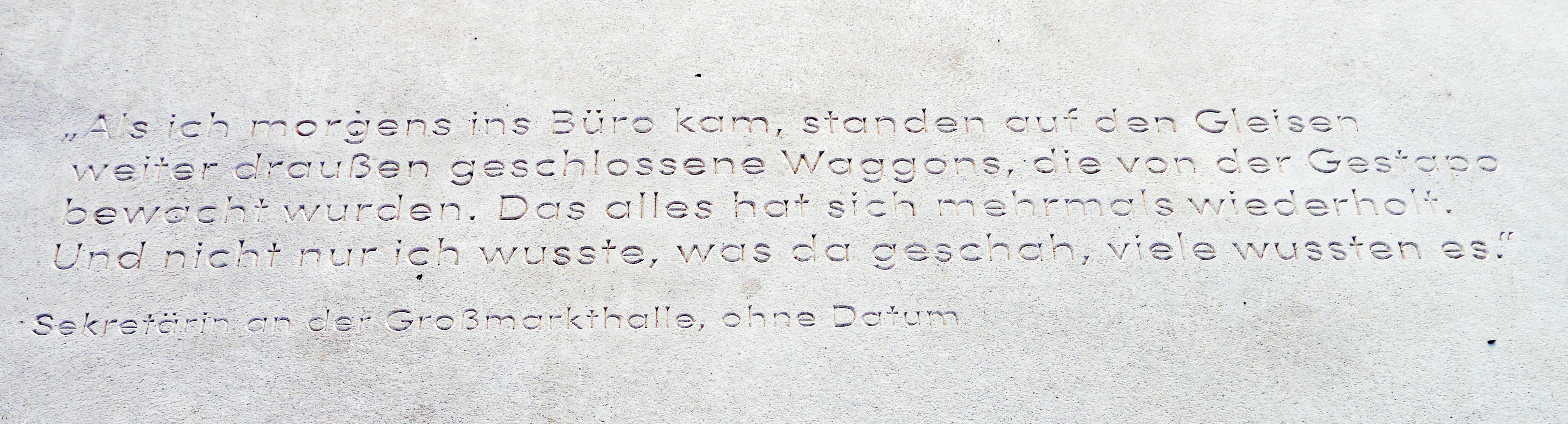
Erinnerung einer Zeugin der Deportationen

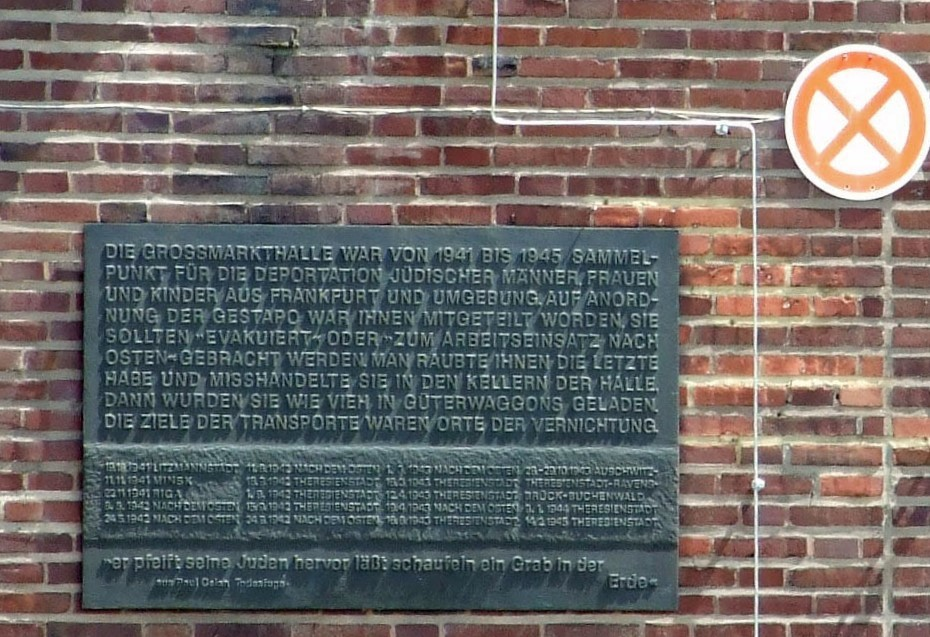
Gedenktafel zu den Deportationen, seit 1997 an der Großmarkthalle

Ab 1941 mietete die Geheime Staatspolizei den östlichen Kellerbereich der Großmarkthalle als Sammelplatz zur Durchführung der Massendeportationen an. Die Wahl fiel auf diesen Ort wegen seiner innenstadtnahen und verkehrstechnisch günstigen Lage an der Hafenbahn. Der Keller bot Schutz vor neugierigen Blicken auf das Geschehen und notdürftig Platz für hunderte zu deportierende Menschen. Von dort wurden sie auf den neben der Halle gelegenen Bahnhof Großmarkthalle getrieben, wo die Züge der Deutschen Reichsbahn für die Transporte bereitstanden. Daneben ging der tägliche Marktbetrieb ungerührt weiter, obgleich den dort Beschäftigten die brutalen Vorgänge nicht verborgen blieben.
| Ziel             | Datum      | Zahl deportierter Personen | Überlebende |
| ---------------- | ---------- | -------------------------- | ----------- |
| Lodz             | 19.10.1941 | 1.180                      | 3           |
| Minsk            | 11.11.1941 | 1.062                      | 10          |
| Kowno (Kaunas)   | 22.11.1941 | 992                        | 0           |
| Majdanek/Izbica  | 8.5.1942   | 938                        | 0           |
| Majdanek/Izbica  | 24.5.1942  | 957                        | 0           |
| Majdanek/Sobibor | 11.6.1942  | ca. 1.135                  | 0           |
| Theresienstadt   | 18.8.1942  | 1.022                      | 17          |
| Theresienstadt   | 1.9.1942   | 1.109                      | 32          |
| Theresienstadt   | 15.9.1942  | 1.367                      | 105         |
| Raasiku/Estland  | 24.9.1942  | 234                        | 10          |
| Auschwitz        | 11.3.1943  | 11                         | 1           |
| Theresienstadt   | 16.3.1943  | 41                         | 10          |
| Theresienstadt   | 12.4.1943  | 11                         | 6           |
| Auschwitz        | 19.4.1943  | 17                         | 11          |
| Theresienstadt   | 28.4.1943  | 1                          | 1           |
| Theresienstadt   | 16.6.1943  | 19                         | 5           |
| Buchenwald       | 28.10.1943 | 6                          | 3           |
| Ravensbrück      | 29.10.1943 | 7                          | 7           |
| Theresienstadt   | 10.11.1943 | 3                          | 2           |
| Auschwitz        | 1943       | ca. 100                    | 0           |
| Theresienstadt   | 8.11.1944  | 56                         | 38          |
| Theresienstadt   | 15.3.1944  | 7                          | 6           |
| Theresienstadt   | 16.5.1944  | 1                          | 1           |
| Theresienstadt   | 4.7.1944   | 7                          | 4           |
| Theresienstadt   | 25.10.1944 | 9                          | 9           |
| Auschwitz        | 1944       | ca. 100                    | 0           |
| Theresienstadt   | 14.2.1945  | 302                        | 291         |
| Theresienstadt   | 15.3.1945  | 5                          | 5           |

Die Geschichten der meisten aus Frankfurt deportierten Menschen kann über die Datenbank der Gedenkstätte Neuer Börneplatz recherchiert werden. Sie steht der Öffentlichkeit im Museum Judengasse zur Verfügung. Insgesamt sind die Daten von 12.820 ermordeten Juden aus Frankfurt bekannt, von denen 10.231 mit der Bahn deportiert wurden.

## Lage
Die Erinnerungsstätte hat einen öffentlich zugänglichen Bereich entlang des heutigen Bahndamms am Philipp-Holzmann-Weg zwischen Sonnemannstraße und Mainufer. Der Teil der Erinnerungsstätte auf dem Gelände der Europäischen Zentralbank ist ausschließlich im Rahmen von Führungen zugänglich. Diese werden vom Jüdischen Museum der Stadt Frankfurt am Main organisiert, das für die gesamte pädagogische Betreuung der Erinnerungsstätte verantwortlich ist.